# Bosnisch-polnische Beziehungen

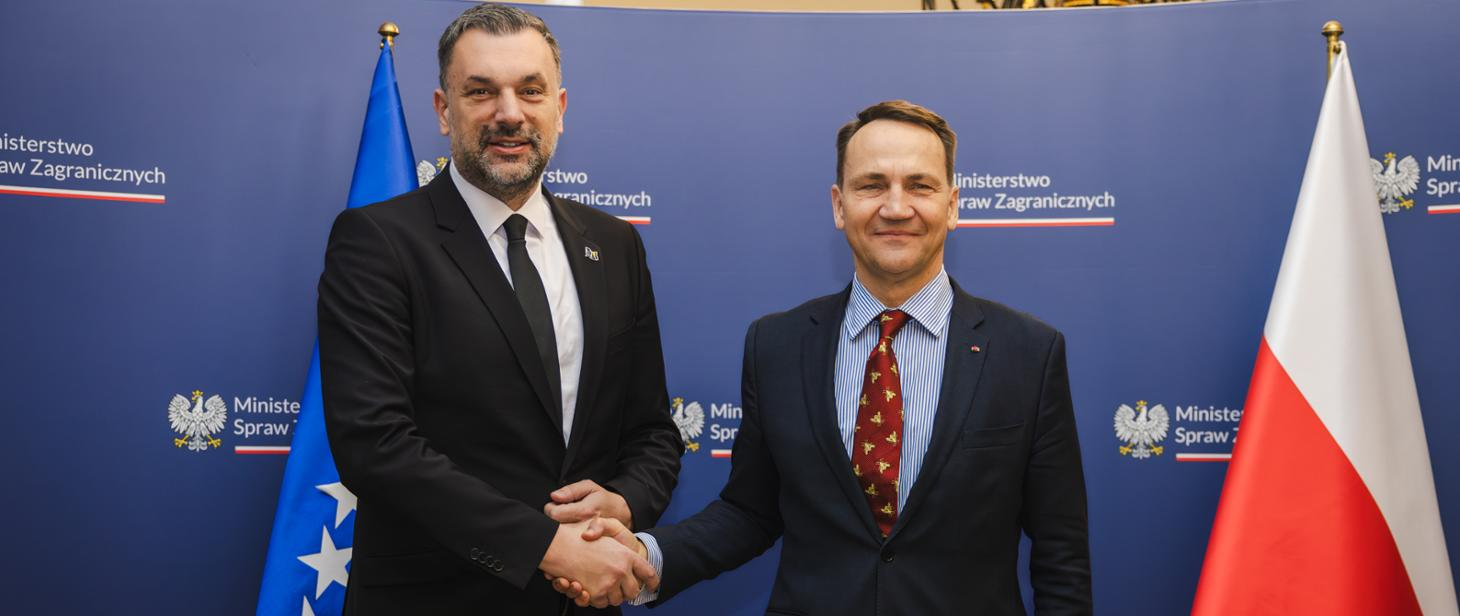
Elmedin Konaković und Radosław Sikorski in Warschau (2024)

Die Bosnisch-polnischen Beziehungen sind die außenpolitischen Beziehungen zwischen Bosnien und Herzegowina und Polen.
Die bosnisch-polnischen Beziehungen reichen bis ins Spätmittelalter und kamen meist über das Königreich Ungarn zustande. Elisabeth von Kujawien heiratete den bosnischen Ban Stjepan II. Kotromanić. Ihre gemeinsame Tochter Elisabeth von Bosnien war Königin von Ungarn und Polen. Später kamen die polnisch-litauischen Jagiellonen auf den ungarischen Königsthron. Ihr Machtbereich grenzte an das damals bereits zum osmanischen Machtbereich gehörende Bosnien. Nach dem Zerfall von Jugoslawien erkannte Polen im April 1992 die Unabhängigkeit Bosniens an, diplomatische Beziehungen wurden 1995 aufgenommen. Seit 1996 stationiert in Bosnien ein polnisches Friedenskontingent, derzeit unter der Operation Althea. Nach dem Ende des Kalten Krieges trat die Dritte Polnische Republik der EU und der NATO bei, Bosnien bemüht sich um die Aufnahme in beide Staatenbünde. Die Beziehungen sind gut und freundschaftlich. Es gibt eine direkte Flugverbindung zwischen Warschau und Sarajewo.
Die jeweiligen Minderheiten machen ein paar hundert Personen aus. Bei den Polen in Bosnien handelt es sich hauptsächlich um Umsiedler aus Galizien, die im 19. Jahrhundert nach Bosnien gekommen sind, als Galizien und Bosnien Teil des Habsburger Reiches waren. Ihre Nachfahren leben vor allem im Norden in Banja Luka, Gradiška und Prnjavor sowie in Sarajewo.
Polen besitzt eine Botschaft in Sarajewo und ein Honorarkonsulat in Mostar. Bosnien hat eine Botschaft in Warschau.